# Ion Nicolaescu
Ion Nicolaescu (ur. 7 września 1998 w Kiszyniowie) – mołdawski piłkarz występujący na pozycji napastnika w holenderskim klubie sc Heerenveen oraz w reprezentacji Mołdawii. Najskuteczniejszy zawodnik w historii piłkarskiej reprezentacji Mołdawii.

## Kariera

### Klubowa
Ion Nicolaescu karierę zaczynał w mołdawskim klubie Zimbru Kiszyniów. 13 sierpnia 2018 roku został piłkarzem białoruskiego Szachciora Soligorsk. W barwach tego klubu zadebiutował 27 sierpnia 2018 roku w wygranym przez Szachcior 3:1 meczu ligowym z Dniapro Mohylew. Z Szachciorem Nicolaescu zdobył Puchar Białorusi i wicemistrzostwo kraju.
We wrześniu 2020 roku zasilił szeregi słowackiego DAC 1904 Dunajská Streda – jego debiut w tym klubie miał miejsce 18 września 2020 roku w wygranym przez DAC 5:3 meczu 2. rundy kwalifikacji Ligi Europy sezonu 2020/2021 z czeskim klubem FK Jablonec. W meczu tym Nicolaescu strzelił dwa gole. W barwach DAC zdobył wicemistrzostwo Słowacji.
23 września 2022 roku został piłkarzem Beitaru Jerozolima występującego w izraelskiej Ligat ha’Al.	3 października 2022 roku zadebiutował w barwach Beitaru meczem 6. kolejki Ligat ha’Al przegranym 2:3 z Maccabi Bene Rajna, w którym także strzelił jednego gola. Z klubem z Jerozolimy wywalczył Puchar Izraela.
7 sierpnia 2023 roku przeszedł za milion euro do występującego w holenderskiej Eredivisie klubu sc Heerenveen, z którym związał się trzyletnim kontraktem. 12 sierpnia 2023 roku zaliczył debiut w barwach Heerenveen wygranym przez ten klub 3:1 meczem z RKC Waalwijk, w którym ponadto strzelił jednego, otwierającego wynik gola.

### Reprezentacyjna
Ma na koncie występy w mołdawskich reprezentacjach U-19, U-20 i U-21. Od 2018 roku jest powoływany do seniorskiej reprezentacji Mołdawii. W jej barwach zadebiutował 8 września 2018 roku przegranym 0:4 meczem Ligi Narodów sezonu 2018/2019 z Luksemburgiem. Pierwszego gola dla drużyny narodowej zdobył 3 września 2020 roku w zremisowanym 1:1 meczu Ligi Narodów sezonu 2020/2021 z Kosowem.
20 czerwca 2023 roku zagrał w wygranym przez Mołdawię 3:2 meczu z Polską w ramach eliminacji grupy E do Mistrzostw Europy 2024, w którym zdobył dwa gole. Zwiększyły one łączną liczbę zdobytych przez niego dla drużyny narodowej bramek do 12, dzięki czemu został najlepszym strzelcem w historii reprezentacji Mołdawii, wyprzedzając pod tym względem ówczesnego selekcjonera Mołdawii Sergheia Cleșcenco, mającego na koncie 11 goli w barwach narodowych.

## Sukcesy

### Klubowe
Szachcior Soligorsk
- Puchar Białorusi: 2018/2019

Beitar Jerozolima
- Puchar Izraela: 2022/2023